# Christine Garbe
Christine Garbe (* 27. April 1995) ist eine deutsche Schauspielerin, Sprecherin und Autorin.

## Ausbildung und künstlerische Karriere
Christine Garbe absolvierte ihre Schauspielausbildung an der Münchner Film Akademie (2013–2015) und an der Open Acting Academy in Wien (2015–2016). Seitdem hat sie bei verschiedenen deutschen Fernsehfilmen mitgewirkt.
Neben ihrer Arbeit vor der Kamera steht Garbe auch auf der Bühne als Theaterschauspielerin, etwa am Residenztheater München, am Theater der Jugend in Wien, im Nimmerland Theater Konstanz, im Münchner Blutenburgtheater oder im Theater Viel Lärm um Nichts in München.
Im Jahr 2024 erhielt sie den Preis als beste Schauspielerin beim Absurd Film Festival für ihre Leistung in einem Kurzfilm.
Garbe lebt in München.

## Filmografie (Auswahl)
- 2020: Marie fängt Feuer – als Rose
- 2020: Lena Lorenz –  als Ursel
- 2021: Die Rosenheim-Cops  – als Carmen Schwarzkopf
- 2022: Die Chefin  – als Svenja Hilbig
- 2024: Polizeiruf 110: Jenseits des Rechts  – als Serena Sweet
- 2024: Watzmann ermittelt  – als Romi Deml

## Synchronrollen (Auswahl)
- 2024: Nine Puzzles – Lee Joo-young als Nam Na-ri

## Theater (Auswahl)
- 2015: Die Klasse (als Eva). Residenztheater (München). Inszenierung: Anja Sczilinski
- 2016: Figaros Hochzeit (als Alois / Bürgermeisterin / Amtsrichter). Theater für die Jugend Burghausen. Inszenierung: Mario Eick
- 2017: Die Händlerin der Worte (als Händlerin der Worte). Von Thomas Lange und Claude Theil. Nimmerland Theater Konstanz. Inszenierung: Thomas Lange
- 2019: Das magische Kind (als Theresia von Brakel / Puppe). Von Gerald Maria Bauer nach Motiven von E. T. A. Hoffmann. Theater der Jugend Wien. Inszenierung: Gerald Maria Bauer
- 2019: AEON (als Träumender Gedanke). Von Markus Wintersberger. Volkstheater Wien. Inszenierung: Marcus Josef Weiss
- 2020: Ein Sommernachtstraum (als Helena/Oberon). Szenische Collage nach William Shakespeare. Klexs Theater Augsburg. Inszenierung: Gabriele Beier
- 2020: Tod auf dem Nil (als Christine). Von  Agatha Christie. Herwegh Theater.Inszenierung: Jörg Herwegh
- 2021: Bezahlt wird nicht (als Margherita). Von Dario Fo. Theater an der Rott. Inszenierung: Petra Schönwald,
- 2022: Bradley - letzte Reihe, letzter Platz (als Melinda/Mrs.Chalkers). Nach dem Roman von Louis Sachar. Theater der Jugend Wien.  Inszenierung: Nicole Claudia Weber
- 2022: Der fesche Weibsdeifi (als Mirandolina). Von Jörg Herwegh nach Mirandolina von Carlo Goldoni. Herwegh Theater. Inszenierung: Jörg Herwegh[9][10]
- 2025: Miranda im Spiegelland (als Tegram). Von Alan Ayckbourn. Theater der Jugend Wien. Inszenierung: Nicole Claudia Weber[11][12][13]
- 2025: Bin Nebenan (Solostück mit 8 wechselnden Charakteren). Von Ingrid Lausund. Theater Viel Lärm um Nichts München. Inszenierung: Georg Büttel[14][15]
- 2025: Arsen und Spitzenhäubchen (als Dr. Einstein). Von Joseph Kesselring. Blutenburg-Theater. Inszenierung: Frank Piotraschke

## Auszeichnungen
- 2024: Absurd Film Festival: Beste Schauspielerin (Best Actress) in einem Kurzfilm (Rosi’s Phone)